# شهرستان احساء
با احساء و ایالت احساء اشتباه نگیرید.
استان احساء (به عربی:  محافظة الأحساء ) در گویش محلی (الحَسا)، نام شهرستانی است در استان شرقی کشور عربستان سعودی واقع در شبه جزیره عربستان است. شهر احساء مرکز این شهرستان است. شهرستان احساء یکی از بزرگترین استان‌های کشور عربستان است. مساحت تقریبی این استان در حدود ۵۳۸٬۰۰۰ کیلومتر مربع است، که تقریباً یک‌چهارم مساحت کشور رادر بر می‌گیرد.

## محدوده شهرستان احساء
از طرف شمال: بقیق، از طرف جنوب عمان، و امارات متحده عربی و یمن، و از طرف مغرب صحرای دهنا، و از سمت مشرق به خلیج فارس و خلیج سلوی منتهی می‌شود.

## جمعیت
جمعیت شهرستان احساء بر اساس سرشماری سال ۲۰۰۴ میلادی در حدود ۹۰۰٬۰۰۰ نفر بودند که (۸۷٪) شهروندان سعودی بود.
جمعیت آن ترکیبی از سنی؜ و شیعه ؜ است .